# Necdet Çoruh
Yüksel Necdet Çoruh (* 1934 in Istanbul; † 3. Juli 2012 ebenda) war ein türkischer Fußballspieler und -funktionär. Er blieb durch seine lange Tätigkeit für Fenerbahçe Istanbul in Erinnerung und wird sowohl von Fan- als auch von Vereinsseiten als einer der legendärsten Spieler angesehen. Aufgrund seiner für die damalige Zeit große Körpergröße die je nach Quelle von 184 bis 192 cm variiert, wurde er zu Spielerzeiten als Deve Necdet (dt. Necdet, das Kamel bzw. Kamel Necdet) bezeichnet. Einer in der Türkei neutral konnotierten Bezeichnung für lange Menschen.

## Karriere

### Verein
Çoruh begann mit dem Vereinsfußball in der Nachwuchsabteilung von Kasımpaşa Istanbul, dem Sportverein seines Istanbuler Wohnbezirkes. Zur Saison 1952/53 wurde er in den Profimannschaft von Kasımpaşa Istanbul aufgenommen. Zu dieser Zeit existierte in der Türkei keine landesübergreifende Profiliga. Stattdessen existierten in den Ballungszentren wie Istanbul, Ankara und Izmir regionale Ligen, von denen die İstanbul Profesyonel Ligi (dt. Istanbuler Profiliga) als die renommierteste galt. Kasımpaşa spielte als Istanbuler Verein in der Letztgenannten. Çoruh eroberte sich in der Profimannschaft auf Anhieb einen Stammplatz und absolvierte in seiner ersten Saison 17 der 18 möglichen Ligaspiele der Istanbuler Profiliga. So fiel er auch den Verantwortlichen der türkischen U-18-Nationalmannschaft auf. Wenig später folgten mehrere Einsätze für die türkische U-18-Auswahl. Nach zwei durchgängig gespielten weiteren Spielzeiten für Kasımpaşa zählte Çoruh zu den begehrtesten Jungspielern der Transfersaison. Er fiel besonders durch seine Leistung in der Ligapartie vom 7. November 1953 gegen Fenerbahçe Istanbul auf und war in dieser Partie durch seine Leistung am 3:2-Sieg seiner Mannschaft erheblich beteiligt. Diese Leistung veranlasste den Star von Fenerbahçes, Lefter Küçükandonyadis, sich für Çoruhs Verpflichtung starkzumachen.
Nach etwa eineinhalb Spielzeiten entschied Çoruh sich, der mehrere Angeboten vorliegen hatte, für das von Fenerbahçe Istanbul und wechselte im Sommer 1955 gegen eine Ablösesumme von 3.500 türkische Lira zu den Gelb-Blauen. Auch bei diesem Verein erkämpfte er sich auf Anhieb einen Stammplatz und absolvierte in seiner ersten Saison 12 von möglichen 18 Ligaspielen. Nachdem er mit seinem Klub in der ersten Spielzeit titellos geblieben war, sicherte er sich mit diesem in der Saison 1956/57 die Istanbuler Meisterschaft. Obwohl Çoruh als defensiver Mittelfeldspieler aktiv war steuerte er zu diesem Erfolg vier Tore bei. In der Saison 1957/58 behielt zwar Çoruh seinen Stammplatz, jedoch verfehlte er mit seiner Mannschaft die Titelverteidigung. Die nachfolgende Saison beendete sein Verein die Liga als Meister, wodurch Çoruh zu jenem Kader Fenerbahçes gehörte die den letzten Meisterschaftstitel der Istanbuler Profiliga holte. Çoruh absolvierte in dieser Spielzeit lediglich vier Ligaspiele.
Ab Frühjahr 1959 nahm Çoruh dann mit Fenerbahçe an der neugegründeten und landesweit ausgelegten Millî Lig (der heutigen Süper Lig) teil. Diese Liga wurde im Frühjahr 1959 als die erste landesweit ausgelegte Nationalliga der Türkei gegründet und löste die regionalen Ligen in den größeren Ballungszentren, wie z. B. die İstanbul Profesyonel Ligi, als höchste und einzige türkische Spielklasse ab. Die erste Spielzeit der Millî Lig wurde von Februar 1959 bis Juni 1959 ausgespielt und endete mit einem Sieg von Fenerbahçe Istanbul. Çoruh absolvierte in dieser Spielzeit vier der möglichen 16 Ligaspiele und wurde mit seinem Team erster türkischer Fußballmeister. In der Spielzeit 1959/60 steigerte er seine Einsätze auf acht Ligaeinsätze. Seinem Verein misslang in dieser Spielzeit die Titelverteidigung der Meisterschaft. Stattdessen gewann die Mannschaft den Cemal-Gürsel-Pokal. In der Saison 1960/61 gelang Çoruhs Mannschaft erneut die Meisterschaft der Millî Lig. Çoruh absolvierte in dieser Saison nur zwei Ligaspiele und fristete eher eine Reservistenrolle.
Nachdem Çoruh in den letzten Jahren bei Fenerbahçe eher als Ergänzungsspieler zu sporadischen Einsätzen gekommen war, wechselte er im Sommer 1961 zurück zu Kasımpaşa Istanbul. In seiner ersten Spielzeit absolvierte er 21 Ligaspiele und erzielte ein Tor. In der zweiten Saison, der Saison 1962/63, wurde er bei Kasımpaşa zwar zu Saisonbeginn im Kader geführt, jedoch kam er während der Saison zu keinem Pflichtspieleinsatz.
Im Sommer 1963 wechselte er zum Istanbuler Zweitligisten Sarıyer GK und spielte hier eine Saison lang.

### Nationalmannschaft
Çoruh wurde 1953 anlässlich der UEFA-Juniorenturniers 1953 in den Kader der türkischen U18-Nationalmannschaft gewählt. In diesem Turnier erreichte er mit seiner Auswahlmannschaft durch einen 3:2-Sieg über die U18-Nationalmannschaft Spaniens den 3. Platz. Kaçmaz absolvierte während des Turniers vier Spiele.
Im November 1956 wurde Çoruh vom Nationaltrainer Cihat Arman im Rahmen eines Testspiels gegen die polnische Nationalmannschaft zum ersten Mal für das Aufgebot der türkischen Nationalmannschaft nominiert und gab in dieser Partie sein A-Länderspieldebüt. Etwa zehn Tage später absolvierte er in der Partie gegen die tschechoslowakische Nationalmannschaft sein zweites und letztes A-Länderspiel.

## Erfolge
Mit Fenerbahçe Istanbul
- Meister der İstanbul Profesyonel Ligi: 1956/57, 1958/59
- Türkischer Meister: 1959, 1960/61
- Cemal-Gürsel-Pokalsieger: 1959/60

Mit der Türkischen U-18-Nationalmannschaft
- Dritter UEFA-Juniorenturnier 1953

## Tod
Çoruh verstarb am 3. Juli 2012 in Istanbul. Er wurde einen Tag später nach dem Mittagsgebet in der Istanbuler Kasımpaşa-Büyük-Moschee beigesetzt.

## Trivia
- Çoruh war lange Jahr für das vereinseigene Trainingsgelände „Dereağzı“ verantwortlich.[3]
- Er war bis zu seinem Tod Vereinsmitglied von Fenerbahçe Istanbul und hatte die Mitgliedsnummer 9292.[3]
- In der Türkei ist ein Pferde-Renn-Turnier nach Çoruh benannt.[5]